# 土帝君
土帝君（てぃーてぃんく・とんとぅく）とは、沖縄の各地に祭られた農耕神。沖縄本島とその周辺離島で約60件 余り信仰されている。旧暦2月2日には土帝君祭として豊作祈願などが行われる。

## 概要
土帝君は、中国古来の土地関係の神の一種で、一般には土地神と呼ばれる。土帝君は沖縄各地に祀られていて、現在でも旧歴2月2日に土帝君祭が行われている。地域によっては農業・豊作祈願のみならず、漁業の豊漁、安全祈願の祈りも捧げられる。

## 歴史
文献上の記録として最も古い のは『球陽』の巻九の尚貞王30年にあり、1698年 （康煕37）に大嶺親方の鄭弘良が中国から土地公の 神像を持ち帰って、旧小禄村大嶺に祀ったのが信仰 のはじまりとされる（球陽研究会編1974）。

## 沖縄県各地の土帝君（北より順に）
- 伊平屋村田名
- 国頭奥間
- 瀬底土帝君（本部町瀬底）
- 宜野湾市大謝名
- 南城市新里・手登根・津波古・佐敷・小谷
- 糸満市富武